# Ironheart (série de televisão)
Ironheart (bra/prt: Coração de Ferro) é uma minissérie estadunidense criada por Chinaka Hodge para o Disney+, baseada na personagem de mesmo nome da Marvel Comics. Será a décima quarta série de televisão do Universo Cinematográfico Marvel (UCM) produzida pela Marvel Studios, por meio de seu selo Marvel Television, juntamente com a Proximity Media. A série compartilha continuidade com filmes da franquia. Ela mostra a estudante do MIT, Riri Williams, retornando para casa em Chicago, após os eventos do filme Black Panther: Wakanda Forever (2022), onde ela descobre segredos que colocam a tecnologia contra a magia. Hodge é a roteirista principal. 
Dominique Thorne reprisa seu papel como Riri Williams / Coração de Ferro, de Wakanda Forever, estrelando ao lado de Lyric Ross, Manny Montana, Matthew Elam, Anji White, Jim Rash, Eric Andre, Cree Summer, Sonia Denis, Shea Couleé, Zoe Terakes, Shakira Barrera, Anthony Ramos, Alden Ehrenreich, Regan Aliyah, Paul Calderón e Sacha Baron Cohen. A série foi anunciada em dezembro de 2020, juntamente com a escalação de Thorne. Hodge foi contratada em abril de 2021, com escalações de elenco adicionais reveladas em fevereiro de 2022. Sam Bailey e Angela Barnes se juntaram como diretoras em abril de 2022. As filmagens começaram no Trilith Studios em Atlanta, Geórgia, no início de junho, antes de mudarem para Chicago no final de outubro e concluídas no início de novembro. 
Ironheart estreou no Disney+ em 24 de junho de 2025, com seus três primeiros episódios, seguido por seus outros três episódios em 1º de julho. É a última série e a conclusão da Fase Cinco do UCM. A série recebeu avaliações positivas dos críticos.   

## Sinopse
Após os eventos do filme Black Panther: Wakanda Forever (2022), a estudante do MIT, Riri Williams, retorna para casa em Chicago, onde se envolve com o enigmático Parker Robbins / Capuz, descobrindo segredos que colocam a tecnologia contra a magia e a colocam em um caminho de perigo e aventura.

## Elenco
- Dominique Thorne como Riri Williams / Coração de Ferro:
Uma estudante do MIT e inventora genial de Chicago que criou uma armadura que rivaliza com a construída por Tony Stark / Homem de Ferro.[6] Thorne explicou que Ironheart faria uma "análise mais aprofundada" de Riri após uma "prévia" da personagem no filme Black Panther: Wakanda Forever (2022), dizendo que a série ajuda a explicar sua origem e criação que a tornaram a pessoa vista em Wakanda Forever, além de lidar com os eventos do filme e como eles mudam sua perspectiva sobre ser a Coração de Ferro.[7] Ela leu os quadrinhos Ironheart de Brian Michael Bendis e Eve Ewing para ajudar a entender o relacionamento da personagem com seu pai.[8] O produtor executivo Sev Ohanian disse que Riri seguiria um caminho de "break[ing] bad", semelhante aos anti-heróis Walter White da franquia Breaking Bad e Tony Soprano da série de televisão The Sopranos (1999–2007).[9]
- Lyric Ross como Natalie Washington e N.A.T.A.L.I.E.:
Natalie é a melhor amiga falecida de Riri, que ela transforma em sua inteligência artificial (IA) N.A.T.A.L.I.E., abreviação de Neuro Assistente Técnico Autônomo Laboratorial de Inteligência e Entidade.[10]
- Manny Montana como John: O primo de Parker Robbins e um membro de sua gangue que usa facas.[11][10]
- Matthew Elam como Xavier Washington: Vizinho e amigo de Riri, e irmão de Natalie.[12]
- Anji White como Ronnie Williams: Mãe de Riri.[3][13]
- Jim Rash como Wilkes: Reitor do MIT.[14][15]
- Eric Andre como Stuart Clarke / Fúria: Um especialista em tecnologia e membro da gangue de Robbins.[11]
- Cree Summer como Madeline Stanton: A amiga extravagante de Ronnie, mãe de Zelma,[10] e ex-estudante da Kamar-Taj que administra uma loja de doces.[16][17]
- Sonia Denis como Palhaça: Um especialista em pirotecnia e integrante da gangue de Robbins.[11]
- Shea Couleé como Sanguessuga:
Um hacker de Madripoor e integrante da gangue de Robbins. Sanguessuga é um ex-drag queen que quer redistribuir a riqueza dos privilegiados para a comunidade de Chicago, e usa pronomes não binários.[18]
- Zoe Terakes como Jerri Blood: Os músculos da gangue de Robbins e ex-atleta que virou lutadora de rua, que é irmã de Roz.[10]
- Shakira Barrera como Roz Blood: Os músculos da gangue de Robbins e ex-atleta que virou lutadora de rua, que é irmã de Jeri.[10]
- Anthony Ramos como Parker Robbins / Capuz:
Um aliado de Williams que veste um capuz que lhe permite explorar as artes das trevas e a magia. Ramos disse que Robbins era complexo e um desajustado que "quer acolher outros desajustados e mostrar ao mundo que vocês nos viam como párias, mas que nós acabaríamos no topo".[19] Robbins é do bairro de Humboldt Park, em Chicago, e foi criado por sua mãe, que faz parte da gangue de rua porto-riquenha transformada em organização ativista, os Young Lords; nos quadrinhos, Robbins é da cidade de Nova York.[7] O produtor executivo Ryan Coogler disse que Robbins e Riri são dois lados da mesma moeda e que os duas se unem pela busca compartilhada pela grandeza.[20]
- Alden Ehrenreich como Ezekiel "Zeke" Stane:
Um especialista em ética tecnológica e traficante de armas do mercado negro, filho do falecido mentor e inimigo de Stark, Obadiah Stane. Ele vive na obscuridade usando o pseudônimo "Joe McGillicuddy".[21]
- Regan Aliyah como Zelma Stanton: Amiga de Riri e filha de Madeleine, que pratica as artes místicas.[10][16]
- Paul Calderón como Arthur Robbins: CEO da Artworks e pai de Parker.[22][23]
- Sacha Baron Cohen como Mefisto:
Um poderoso demônio extradimensional que originalmente deu o capuz para Parker.[17][24] De acordo com a produtora executiva Zoie Nagelhout, Mephisto permitiu uma "maneira interessante e intensa de conectar as jornadas dos personagens" da série, particularmente a de Riri.[25]

Outros atores que aparecem na série incluem: Harper Anthony como Landon, um garoto de rua que cobra de Riri por trabalhos estranhos; LaRoyce Hawkins como Gary Williams, o falecido padrasto de Riri; e Tanya Christiansen como Heather, vizinha de Zeke. Além disso, o rapper Saba aparece como ele mesmo.

## Episódios
| N.º | Título                                                                                            | Dirigido por  | Escrito por                             | Lançamento          |
| --- | ------------------------------------------------------------------------------------------------- | ------------- | --------------------------------------- | ------------------- |
| 1 | "Take Me Home" "Me Leve Para Casa (BR)"                                                           | Sam Bailey    | Chinaka Hodge                           | 24 de junho de 2025 |
| O pedido de Riri Williams para que o MIT prorrogue sua bolsa por mais um ano é negado, e ela é expulsa da escola depois que os reitores notam que ela ajuda outros alunos e escolas a plagiar seus trabalhos em troca de dinheiro. Riri parte com sua nova armadura para sua cidade natal, Chicago, onde ainda lamenta as mortes de sua melhor amiga, Natalie Washington, e de seu padrasto, Gary, em um tiroteio. Riri compartilha com o irmão de Natalie, Xavier, como ela quer que seus talentos sejam levados a sério. Ela é recrutada por John para se juntar à gangue de seu primo Parker Robbins, também conhecido como "Capuz". Quando ela visita o esconderijo de Robbins, ele testa Riri prendendo-a em um elevador cheio de gás, do qual ela escapa por pouco. Inicialmente ela nega a oferta de participar dos próximos três assaltos, mas cede quando Robbins oferece uma compensação financeira. Em casa, Riri briga com sua mãe, Ronnie, pela perda de seus entes queridos, e Ronnie diz a ela que ela tem uma dor não processada com a qual precisa lidar. O luto de Riri durante o mapeamento cerebral de sua inteligência artificial (IA) leva a uma recriação digital de Natalie. |                                                                                                   |               |                                         |                     |
| 2 | "Will the Real Natalie Please Stand Up?" "A Verdadeira Natalie Pode Se Levantar, Por Favor? (BR)" | Sam Bailey    | Malarie Howard                          | 24 de junho de 2025 |
| Riri conhece a gangue de Robbins enquanto eles atacam uma manifestação da TNNL que pretende converter os túneis de carga de Chicago em uma rodovia privada às custas das comunidades locais. Com sua armadura incompleta, Riri vai até Evanston para procurar Joe McGillicuddy, um traficante de armas do mercado negro sugerido por sua IA, que escolhe o nome N.A.T.A.L.I.E. e exibe um comportamento que lembra Natalie, escapando para os dispositivos domésticos de Riri e encontrando Ronnie. Riri discute sobre N.A.T.A.L.I.E. com Ronnie, que pede que ela construa outra IA modelada em Gary, mas Riri se recusa, pois não tem certeza das verdadeiras origens da N.A.T.A.L.I.E.. O assalto ocorre conforme o planejado até que N.A.T.A.L.I.E. interrompe Riri, fazendo com que ela libere o vírus necessário para a sabotagem, embora N.A.T.A.L.I.E. ainda seja capaz de ajudar Riri a completar sua missão. Robbins então chantageia a CEO da TNNL, Sheila Zarate, para contratá-los e evitar maiores danos. Riri é encurralada por um guarda e não consegue se mover devido ao mau funcionamento de N.A.T.A.L.I.E. até que Robbins intervém com uma de suas balas. N.A.T.A.L.I.E. admite que o encontro com o guarda despertou memórias da morte de Natalie e expressa suas suspeitas sobre o poder de Robbins. |                                                                                                   |               |                                         |                     |
| 3 | "We in Danger, Girl" "Estamos Em Perigo, Garota (BR)"                                             | Sam Bailey    | Francesca Gailes e Jacqueline J. Gailes | 24 de junho de 2025 |
| Riri e Palhaça tocam o capuz mágico de Robbins, e John as repreende. Robbins anuncia seu próximo alvo: a Heirlum, uma empresa de biotecnologia cujas inovações estão prejudicando pequenos agricultores. Após a morte do ex-membro da gangue, Stuart Clarke, Riri desconfia do grupo de Robbins e visita Joe, que é revelado como Zeke Stane, filho de Obadiah Stane. Zeke avisa Riri para não repetir os erros de Obadiah e lhe dá uma amostra de pele de biomalha para esconder melhorias. Durante o assalto, Riri usa N.A.T.A.L.I.E. em seu traje e tenta cortar discretamente o capuz de Robbins durante uma negociação com o CEO Hunter Mason. Entretanto, o cortador de Riri é detectado e ativa um sistema de purga de gás. Robbins mata Mason e a segurança da área enquanto Riri resgata a equipe com a ajuda da N.A.T.A.L.I.E.. Acreditando erroneamente que Riri matou Robbins, John admite ter matado Clarke e luta contra Riri. Riri sobrevive por pouco graças à N.A.T.A.L.I.E., mas perde a biomalha. John sufoca após ser trancado em um dos quartos enquanto Riri informa Robbins sobre o que aconteceu. Perturbado pela morte de John, Robbins quase renuncia ao bairro enquanto grita para alguém que confia neles, mas tem uma visão que envolve Riri.                                                  |                                                                                                   |               |                                         |                     |
| 4 | "Bad Magic" "Magia Ruim (BR)"                                                                     | Angela Barnes | Amir Sulaiman                           | 1 de julho de 2025  |
| Sabendo que Robbins está em seu encalço, Riri analisa a peça do capuz que recuperou e descobre que ela é uma fonte de energia para ele. Zeke foi preso pelo assalto da equipe após ser implicado pela biomalha deixada para trás, e ele fica ressentido com Riri por isso. Preocupada com a filha e querendo ajudar, Ronnie leva Riri até sua amiga Madeline Stanton, ex-estudante de Kamar-Taj, e sua filha Zelma. As Stantons ajudam a examinar o fragmento do capuz e detectam que ele é de uma dimensão obscura que provavelmente está influenciando Robbins, antes de abruptamente expulsarem Riri e Ronnie da loja. Ronnie compartilha suas frustrações sobre Riri nunca ter se aberto com ela, e Riri vai embora após reagir. Frustrada por não conseguir encontrar respostas para o processo, Riri se encontra com Xavier, que fica horrorizado com N.A.T.A.L.I.E. imitando a imagem de sua falecida irmã. N.A.T.A.L.I.E. fica ofendida e vai embora quando Riri pensa na exigência de Xavier para apagá-la. Robbins tira Zeke da prisão para recrutá-lo como substituto de Riri, e a equipe auxilia seus esforços para implantar melhorias biônicas em seu corpo, embora Sanguessuga secretamente dê o controle a Robbins. Robbins envia a equipe para matar Riri, a quem ele culpa pela morte de John.            |                                                                                                   |               |                                         |                     |
| 5 | "Karma's a Glitch" "Karma é Uma Falha (BR)"                                                       | Angela Barnes | Cristian Martinez                       | 1 de julho de 2025  |
| Riri se encontra com Zelma, que acredita que o capuz veio de Dormammu. O grupo chega para matar Riri, e ela os confronta depois de mandar Zelma embora. Enquanto luta contra Palhaça, Riri conta a ela que John matou Clarke, antes que N.A.T.A.L.I.E. ajudasse Riri a escapar com o traje. Ainda amargurada, N.A.T.A.L.I.E. se desliga e Riri é atacada por Zeke, agora aprimorado com implantes biônicos, que desmonta o traje de Riri, mas poupa sua vida, aconselhando-a a deixar a cidade. Ronnie, Xavier e N.A.T.A.L.I.E. decidem ajudar Riri a construir um novo traje na garagem de Gary, usando o carro velho em que ele e Riri estavam trabalhando antes de morrer. Zelma ajuda a fortalecê-lo com magia, mas isso tem o custo da exclusão permanente de N.A.T.A.L.I.E.. Zeke e Palhaça mentem para Parker sobre a morte de Riri; Zeke rejeita a proposta de Parker de se juntar à equipe em tempo integral. Palhaça ajuda a equipe a descobrir a autópsia inventada de Clarke, eles acusam Parker de matá-lo e Parker demite todos eles com raiva. Parker o obriga a assinar os contratos e força Zeke a ajudá-lo a invadir a casa de seu pai, Arthur Robbins, que é o CEO da Artworks e tem participação majoritária em todas as empresas que ele e sua equipe roubaram.                                        |                                                                                                   |               |                                         |                     |
| 6 | "The Past Is the Past" "O Passado é o Passado (BR)"                                               | Angela Barnes | Chinaka Hodge                           | 1 de julho de 2025  |
| Em um flashback, Parker tenta roubar a mansão de Arthur com John antes de escapar e se separar, conhecendo então Mefisto. Mefisto garante a Parker que pode ajudá-lo a realizar seu desejo por poder, respeito e riqueza, e Parker aceita o acordo. No presente, sentindo-se vazio, Parker acusa Mefisto de não cumprir sua parte do acordo, ao que Mefisto responde que havia dado o que ele precisava. Incapaz de recriar N.A.T.A.L.I.E., Riri resiste ao conselho de sua família e amigos e vai até a sede de Parker, lutando contra um relutante Zeke, que permite que ela o nocauteie para que ele possa se recompor e ficar livre do controle de Parker. Riri confronta Parker e exige seu capuz, mas ele a avisa que o que custaria a ela não valeria a pena. Os dois lutam, e Riri consegue tirar o capuz de Parker, deixando-o mergulhado em um estado de dor eterna. Quando ela está prestes a sair, Riri conhece Mefisto. Após observá-la, Mefisto oferece um acordo a Riri, que ela aceita, com a condição de que Mefisto deixe seus entes queridos em paz. Em sua garagem, Riri vê Natalie revivida e a abraça, enquanto as marcas de Mefisto se espalham pela pele de Riri. Em uma cena pós-créditos, Parker pede ajuda a Zelma.                                                                              |                                                                                                   |               |                                         |                     |

## Produção

### Desenvolvimento
Um filme baseado na personagem Riri Williams / Coração de Ferro teve um roteiro escrito por Jada Rodriguez em julho de 2018, quando foi listado na The Black List, embora não tenha se concretizado. Em dezembro de 2020, o presidente da Marvel Studios, Kevin Feige, anunciou Ironheart, uma série de televisão do Disney+. Em abril de 2021, Chinaka Hodge foi contratada para ser a roteirista principal da série. Em março de 2022, o ator Anthony Ramos revelou que Ryan Coogler, o diretor de Black Panther (2018) e sua sequência Black Panther: Wakanda Forever (2022), estava envolvido na produção; a estrela Dominique Thorne apareceu pela primeira vez como Riri Williams em Wakanda Forever, e a produtora de Coogler, Proximity Media, foi escolhida para trabalhar ao lado do Marvel Studios em algumas séries do Disney+ como parte de um acordo de televisão com a Walt Disney Television. Em abril, a Proximity Media foi confirmada para produzir a série, quando Sam Bailey e Angela Barnes se juntaram para cada uma dirigir três episódios da série. Ironheart será composta por seis episódios, lançada sob o selo "Marvel Television" da Marvel Studios. Os produtores executivos da série incluem Feige, Louis D'Esposito, Victoria Alonso, Brad Winderbaum, Zoie Nagelhout, Ryan Coogler, Zinzi Coogler, Sev Ohanian e Hodge. Eve Ewing, cocriadora da Coração de Ferro nos quadrinhos, é a produtora consultora.
Como Ironheart foi desenvolvida antes da mudança da Marvel Studios para séries de televisão de várias temporadas no final de 2023, eles estavam adotando uma "abordagem de esperar para ver", em maio de 2025, sobre se a série teria uma segunda temporada.

### Roteiro
Malarie Howard, Francesca Gailes, Jacqueline J. Gailes, Amir Sulaiman e Cristian Martinez são roteiristas da série junto com Hodge, com as Gailes escrevendo anteriormente para She-Hulk: Attorney at Law (2022). A sala dos roteiristas da série estava programada para começar em maio de 2021. Feige sentiu que o conflito entre a tecnologia de Riri e a magia de Parker Robbins / Capuz tornava a série única dentro do MCU. Coogler disse que Ironheart pegaria o realismo das séries de televisão urbana do MCU, como Daredevil (2015–2018), e combinaria com o lado místico da franquia, já que Ironheart apresenta personagens que Coogler sentiu que "estariam em casa" em projetos como o filme Doctor Strange (2016) e a minissérie WandaVision (2021).
O executivo da Marvel Studios, Nate Moore, descreveu a série como uma sequência direta de Wakanda Forever, com os eventos da série ocorrendo seis meses depois do filme. A série explora as repercussões das experiências de Riri em Wakanda Forever quando ela retorna para sua casa; isso inlcuia ela sendo expulsa do MIT por faltar às aulas e usar muitos recursos da universidade, o que a leva a se envolver em atividades ilegais, como se juntar ao Capuz e sua gangue, para financiar seus projetos. Ambientar a série na cidade natal de Riri, Chicago, que Ramos chamou de um personagem por si só, parte da identidade de todos os personagens, dá a ela e aos outros personagens "opções" para tentar progredir, seja com poder, dinheiro ou qualquer outra coisa. Ramos explicou que isso afeta cada um dos personagens positiva e negativamente e que, eventualmente, cada escolha feita começa a se entrelaçar nas jornadas de outros personagens. Os roteiristas tentaram criar personagens complicados que não fossem nem totalmente bons nem totalmente maus, com o astro Alden Ehrenreich acreditando que os roteiristas apresentaram "um retrato psicológico e emocional" de cada personagem.

### Elenco
Dominique Thorne foi revelada como Riri Williams / Coração de Ferro com o anúncio da série, depois que a Marvel Studios ofereceu a ela o papel sem fazer um teste; Thorne já havia feito um teste para Black Panther (2018) e foi informada pela Marvel Studios que eles queriam trabalhar com ela em um projeto futuro depois que ela tivesse mais experiência. Em fevereiro de 2022, Anthony Ramos se juntou à série como Parker Robbins / Capuz, descrito como um "papel fundamental" e principal vilão da série. O Deadline Hollywood informou que o papel se expandiria para outros projetos do UCM, semelhante a Jonathan Majors como Aquele Que Permanece na primeira temporada de Loki (2021), antes de sua aparição como Kang, o Conquistador em Ant-Man and the Wasp: Quantumania (2023). Mais tarde naquele mês, Lyric Ross foi escalada como a melhor amiga de Riri. Em abril, o novato Harper Anthony se juntou ao elenco em um papel não revelado, e Manny Montana se juntou ao elenco em um papel não revelado em junho. Um mês depois, Alden Ehrenreich se juntou ao elenco em um "papel-chave".
De agosto a outubro de 2022, Shea Couleé, Zoe Terakes, Regan Aliyah, Shakira Barrera, Rashida "Sheedz" Olayiwola, Sonia Denis, Paul Calderón, e Cree Summer se juntaram ao elenco em papéis não revelados. Em setembro na D23 Expo, Jim Rash foi revelado reprisando seu papel de Captain America: Civil War ( 2016). No mês seguinte, o Deadline Hollywood relatou que Sacha Baron Cohen havia se juntado ao UCM, em um papel que o veria potencialmente aparecer pela primeira vez nos últimos episódios de Ironheart, seguido por aparições em outros projetos do UCM. Seu papel provavelmente seria o personagem Mephisto, que seria interpretado por Baron Cohen fisicamente, assim como por meio de efeitos visuais. Em junho de 2023, Anji White foi revelada como personagem regular da série, que supostamente interpretaria Ronnie, a mãe de Riri. Um registro da série no Escritório de Direitos Autorais dos Estados Unidos em outubro de 2023 revelou vários papéis: Ehrenreich como Joe McGillicuddy, Ross como Natalie Washington, Matthew Elam como Xavier Washington, White como Ronnie Williams, Montana como o primo John e Couleé como Slug. Também confirmou que Baron Cohen apareceria na série.
Em meados de junho de 2025, Denis foi revelado como a Palhaça na série, ao lado de Barrera e Terakes como os irmãos Ros e Jerry Blood, respectivamente. Naquela época, Eric Andre foi anunciado como escalado para interpretar Stuart Clarke / Fúria. Foi relatado originalmente em novembro de 2022 que ele teria sido escalado para um episódio da minissérie Agatha All Along (2024), do Disney+. Mais tarde naquele mês, vários papéis foram revelados para a série: Anthony como Landon, Aliyah como Zelma Stanton, Summer como Madeline Stanton e LaRoyce Hawkins como Gary Williams.

### Design
Andrew Menzies é o designer de produção da série, enquanto Terrance Harris foi o figurinista.

### Filmagens
As filmagens da série ocorreram em Chicago no final de maio de 2022, para a captura de plate shots e planos de estabelecimento exteriores. As filmagens começaram em 2 de junho, no Trilith Studios em Atlanta, Geórgia, sob o título provisório Wise Guy, com direção de Bailey e Barnes. Alison Kelly e Ante Cheng são os diretores de fotografia. As filmagens ocorreram em setembro na Avenida Edgewood em Sweet Auburn, Atlanta, em um prédio construído para substituir um White Castle em Chicago. As filmagens estavam programadas para mudar para Chicago em 24 de outubro de 2022, para durar até 3 de novembro, em South Side, Near North Side e Downtown Chicago. As filmagens foram encerradas no início de novembro de 2022, embora filmagens adicionais tenham ocorrido de fevereiro a abril de 2024. Um traje completo e prático da Coração de Ferro foi criado para as filmagens como referência de iluminação e efeitos visuais, semelhante às técnicas usadas no primeiro filme do MCU, Iron Man (2008).

### Pós-produção
Winderbaum confirmou que a série seria editada em março de 2024. Cedric Nairn-Smith, Shannon Baker Davis, Deanna Nowell, Rosanne Tan, e Chris McCaleb são os editores da série.

### Trilha sonora
Dara Taylor compôs a trilha sonora da série. O tema da série foi lançado como single digital pela Hollywood Records e Marvel Music em 19 de junho de 2025. O primeiro volume da trilha sonora, com músicas dos três primeiros episódios, foi lançado em 24 de junho. A trilha sonora do segundo volume dos três episódios finais foi lançada em 1º de julho.
| Ironheart: Vol. 1 (Episodes 1–3) [Original Soundtrack] |                            |         |  |
| N.º                                                    | Título                     | Duração |  |
| 1.                                                     | "Ironheart (Riri's Theme)" | 2:17    |  |
| 2.                                                     | "The Crew"                 | 2:05    |  |
| 3.                                                     | "Cloaked in Darkness"      | 0:43    |  |
| 4.                                                     | "Think Fast"               | 1:46    |  |
| 5.                                                     | "Black Market"             | 1:05    |  |
| 6.                                                     | "New Friend"               | 1:31    |  |
| 7.                                                     | "The Suburbs"              | 0:57    |  |
| 8.                                                     | "To the Bunker"            | 1:40    |  |
| 9.                                                     | "First Heist"              | 2:28    |  |
| 10.                                                    | "Sign Here"                | 1:26    |  |
| 11.                                                    | "Live Laugh Love"          | 1:23    |  |
| 12.                                                    | "Crime Family"             | 1:26    |  |
| 13.                                                    | "Hacking"                  | 0:57    |  |
| 14.                                                    | "Cover Up"                 | 1:39    |  |
| 15.                                                    | "Scans and Scales"         | 1:18    |  |
| 16.                                                    | "New Suit"                 | 2:21    |  |
| 17.                                                    | "A Job for You"            | 1:04    |  |
| 18.                                                    | "Revenge"                  | 1:00    |  |
| 19.                                                    | "Secrets"                  | 1:21    |  |
| 20.                                                    | "Blackmail"                | 1:04    |  |
| 21.                                                    | "New Plan"                 | 2:02    |  |
| 22.                                                    | "Your Own Person"          | 3:46    |  |
| 23.                                                    | "Next Target"              | 1:48    |  |
| 24.                                                    | "Breaking In"              | 1:46    |  |
| 25.                                                    | "What He Did to Me"        | 1:34    |  |
| Duração total:                                         | Duração total:             | 49:23   |  |

| Ironheart: Vol. 2 (Episodes 4–6) [Original Soundtrack] |                                 |         |  |
| N.º                                                    | Título                          | Duração |  |
| 1.                                                     | "Villains (Parker's Theme)"     | 1:57    |  |
| 2.                                                     | "The Uninvited"                 | 2:30    |  |
| 3.                                                     | "Castle of Chaos"               | 2:26    |  |
| 4.                                                     | "Stop Running"                  | 1:26    |  |
| 5.                                                     | "An Iron Freak"                 | 4:15    |  |
| 6.                                                     | "Something You Won't Even Miss" | 2:33    |  |
| 7.                                                     | "Arrested"                      | 1:32    |  |
| 8.                                                     | "Art of Fatherhood"             | 3:34    |  |
| 9.                                                     | "Ice Bath"                      | 1:07    |  |
| 10.                                                    | "Patsy"                         | 1:16    |  |
| 11.                                                    | "Bad Magic"                     | 2:11    |  |
| 12.                                                    | "A Whole New Life"              | 2:08    |  |
| 13.                                                    | "Prison Break"                  | 1:34    |  |
| 14.                                                    | "A Good Person"                 | 4:13    |  |
| 15.                                                    | "I Want Her Head"               | 0:51    |  |
| 16.                                                    | "Upgrade"                       | 1:42    |  |
| 17.                                                    | "To Eat It"                     | 2:03    |  |
| 18.                                                    | "You Don't Have to Fight Alone" | 1:40    |  |
| 19.                                                    | "The Truth"                     | 3:14    |  |
| 20.                                                    | "Rock'em Sock'em"               | 2:50    |  |
| 21.                                                    | "Liability"                     | 3:48    |  |
| 22.                                                    | "The Price of Magic"            | 2:24    |  |
| 23.                                                    | "A Rock and a Pizza Place"      | 1:44    |  |
| 24.                                                    | "Playing House"                 | 2:50    |  |
| 25.                                                    | "Trial and Error"               | 2:30    |  |
| Duração total:                                         | Duração total:                  | 1:17:25 |  |

## Marketing
As imagens da série foram exibidas na D23 Expo 2022. Thorne e Ramos promoveram a série na apresentação inicial da Disney em maio de 2024, onde o ano de lançamento foi anunciado. A dupla promoveu a série novamente em agosto, na convenção D23 da Disney, com Coogler, Ross, Ramos, Ehrenreich e Aliyah. Imagens da série foram exibidas, que Jacob Hall, do /Film, descreveu como "uma série policial com uma pitada do Iron Man no centro". Após vazamentos online das imagens da D23, a Marvel divulgou uma imagem oficial de Riri em sua armadura da Coração de Ferro em seu vídeo comemorativo do 85º aniversário da empresa. Mais cenas da série foram incluídas em um vídeo lançado pela Disney+ em outubro, anunciando o cronograma de lançamento dos projetos da Marvel Television e da Marvel Animation até o final de 2025.
As imagens foram incluídas em um vídeo promocional exibido na apresentação inicial da Disney em 13 de maio de 2025. Um featurette da série, com novas cenas e uma entrevista com Coogler, foi lançado em 13 de maio de 2025, antes do primeiro trailer. Dais Johnston, do Inverse, disse que houve uma "surpreendente falta de marketing" para a série, considerando o quão perto ela estava de ser lançada. Germain Lussier, do Gizmodo, também disse que foi bom ver o "marketing aumentar" para a série. Ele elogiou o featurette por estabelecer a personagem, os riscos e a história com muitas cenas novas. Ao discutir o trailer completo, Jordan King, da Empire, disse que ele rapidamente estabeleceu o tom da série, deixando claro que estava contando sua própria história sobre Riri em vez de tentar ser o "Homem de Ferro 2.0". King comparou a sequência da armadilha mortal que abre o trailer à franquia Jogos Mortais.
Um episódio do Marvel Studios: Legends focado em Riri foi lançado no YouTube em 13 de junho de 2025. Mais tarde naquele mês, Thorne e Ramos foram surpreendidos durante uma entrevista no Good Morning America com uma mensagem em vídeo de Robert Downey Jr. — que interpreta Tony Stark / Homem de Ferro e Victor von Doom / Doutor Destino no MCU — expressando apoio à série. Um pôster com os títulos dos episódios também foi lançado. Marco Vito Oddo, do ComicBook.com, observou que o "M" no título "Karma's a Glitch" é "distintamente tingido de vermelho", em contraste com as outras letras pretas, e especulou que isso era uma referência ao suposto papel de Cohen como Mephisto.

## Lançamento
Ironheart foi lançada no Disney+ em 24 de junho de 2025 com seus três primeiros episódios, seguido por seus outros três episódios em 1º de julho. Escrevendo para o Inverse, Johnston expressou decepção com a estreia de três episódios, considerando o pequeno número de episódios da série, sentindo que a Disney pode estar "tentando abandonar a série inteira o mais rápido possível" e esperando que o cronograma de lançamento seja "apenas uma peculiaridade do cronograma de lançamento do Disney+". A série estava originalmente programada para estrear no final de 2023, no entanto, em fevereiro de 2023, era improvável que estreasse naquele ano, pois a Disney e a Marvel Studios estavam reavaliando sua produção de conteúdo. Em maio, foi relatado que seria lançada em 2024, mas foi removida do cronograma de lançamento da Marvel Studios em setembro de 2023, com as greves do Writers Guild of America e da SAG-AFTRA afetando a capacidade da série de ser concluída. No mês seguinte, um registro do primeiro episódio no Escritório de Direitos Autorais dos Estados Unidos indicou um lançamento aproximado em 3 de setembro de 2025. A data de lançamento de junho de 2025 foi anunciada um ano depois. É a última série da Fase Cinco do UCM.

## Recepção
O site agregador de avaliações Rotten Tomatoes relata um índice de aprovação de 86% com base em 75 avaliações. O consenso dos críticos do site diz: "Dominique Thorne incendeia os céus do MCU com carisma e confiança, fazendo Ironheart valer a pena a assistida, apesar de sua armadura de gênero convencional". O Metacritic, que usa uma média ponderada, atribuiu uma pontuação de 57 de 100 com base em 23 avaliações, indicando "misto ou médio".
Ben Travers, do IndieWire, deu nota B à série e disse: "Embora Ironheart não esteja totalmente equipada para lidar com os argumentos éticos que apresenta, a abordagem acessível da série ainda abre espaço para que lições generalizadas sejam assimiladas". Lucy Mangan, do The Guardian, deu uma classificação de 3/5 e descreveu como "um negócio veloz e furioso. Assim como Ms. Marvel, é claramente voltada para o público mais jovem e o ritmo é implacável, como se os criadores estivessem desesperados para não dar ao público um segundo para desviar o olhar".

Antes do lançamento dos três primeiros episódios, a série foi bombardeada no Rotten Tomatoes e no IMDb com um grande número de avaliações negativas do público, o que Casey Loving, do TheWrap, observou ter se tornado comum em projetos do MCU com mulheres, pessoas de cor ou indivíduos LGBTQ+ como protagonistas.